# Amphigyra alabamensis
Amphigyra alabamensis fue una especie de molusco gasterópodo de la familia Planorbidae en el orden de los Basommatophora. La especie Amphipyra alabamensis fue originalmente descrita por Henry Augustus Pilsbry en 1906.

## Distribución geográfica
Fue  endémica de Estados Unidos.    